# Markek Tamás
Markek Tamás (Nagykanizsa, 1991. augusztus 30. –) magyar labdarúgó, jelenleg a Puskás Akadémia kapusa.

## Pályafutása
Pályafutása során leginkább alacsonyabb osztályokban szerepelt. Egészen 2021. október 24-ig kellett várnia az első osztályú bemutatkozására, a Debrecen elleni idegenbeli 0–3-as győztes mérkőzésen védhette először a Puskás Akadémia kapuját. Egy hónappal később a hónap legnagyobb védéséért is jutalmazták.

## Sikerei, díjai
Puskás Akadémia
- Magyar labdarúgó-bajnokság ezüstérmes (1): 2024–25
- Magyar labdarúgó-bajnokság bronzérmes (2): 2021–22, 2023–24

### Egyéni
- Az NB1 - Legnagyobb védése: 2021 november[3]